# Категорія множин
Категорія множин — в теорії категорій це категорія, об'єктами якої є множини, а морфізми (стрілки) між множинами A и B — всі функції із A в B. Позначається Set.

Інші категорії (такі як категорія груп із гомоморфізмами груп як стрілками) вводять додаткову структуру для об'єктів категорії множин та/або обмежують стрілки до функцій певного вигляду.

## Властивості категорії множин
- Всі епіморфізми в Set сюр'єктивні, всі мономорфізми — ін'єктивні, і всі ізоморфізми — бієкції.
- Порожня множина — початковий об'єкт категорії множин, будь-який синґлетон — термінальний об'єкт.
- Категорія Set — повна та коповна категорія. Наприклад, у ній існують добутки (декартові добутки множин) та кодобутки (диз'юнктні об'єднання множин).
- Set — прототип поняття конкретної категорії; категорія конкретна, якщо вона «схожа на» Set у деякий строго певний спосіб.
- Будь-яка двоелементна підмножина задає класифікатор підоб'єктів у Set, степеневий об'єкт множини A є його булеаном, а експоненціал множин A і B — множина функцій з A в B. Отже Set є топосом, зокрема, декартово замкнутою категорією.
- Set не є абелевою, адитивною або передадитивною. Її нульові морфізми — це порожні функції ∅ → X[1].
- Кожен не початковий об'єкт Set ін'єктивний і (припускаючи істинну аксіому вибору) проєктивний.